# Claude Louis d’Espinchal
Claude Louis d’Espinchal, markiz de Massiac  (ur. 1686, zm. 1770) – francuski wojskowy i polityk, dowódca floty Królestwa Francji (lieutenant général des Armées navales), kawaler Orderu Świętego Ludwika.
Początkowo dowodził garnizonem w Tulonie. W 1758 został ministrem floty, lecz pozostał na tym stanowisku jedynie kilka miesięcy (31 maja 1758 – 31 października 1758). Na tym stanowisku się nie sprawdził. Kuzyn Madame de Pompadour M. Le Normant de Mezy stwierdził o nim:
- accoutumé à Toulon à penser et à agir d'après les suggestions de ses alentours, parmi lesquels il avait trouvé quelques hommes de tête, il apporta au ministère dans sa personne une nullité qu'il ne sut pas cacher (”...wyraźnie przyzwyczajony do Tulonu i do działania i myślenia zgodnie z sugestiami otaczających go, wśród których było kilku rozsądnych, wprowadził do ministerstwa w swej osobie nijakość, której nie dawało się ukryć”).

Dnia 1 grudnia 1758 naczelny minister Étienne-François de Choiseul zwolnił go. Ministrem floty został René-Nicolas Berryer (1703–1762) dotychczasowy intendent policji (intendant général de police). Massiac został wiceadmirałem i otrzymał Order Świętego Ludwika. poślubił pod koniec 1758 roku swą metresę  Madame Gourdan, wdowę po komisarzu ministerstwa marynarki, urodzoną jako Louise-Catherine de Magny (1698–1777).